# Plutarco, Sereno, Eraclide, Erone, Sereno, Eraide, Potamiena e Marcella
Plutarco, Sereno, Eraclide, Erone, Sereno, Eraide, Potamiena e Marcella (fl. III secolo) furono dei santi egiziani, morti martiri all'epoca dell'imperatore Settimio Severo agli inizi del III secolo.

## Agiografia
La memoria di questi santi, discepoli di Origene, morti all'inizio del III secolo durante la persecuzione di Settimio Severo, è nota grazie a Eusebio di Cesarea, che ne parla nella sua Storia ecclesiastica.
Eusebio riporta i nomi di 9 martiri. Il primo è Plutarco, seguito da Sereno, che morì sul rogo, poi Eraclide, un catecumeno, e Erone, neofita. Al quinto posto vi è un altro Sereno, che dopo aver subito diverse torture, fu decapitato. Segue Eraide, una catecumena, che morì anch'essa sul rogo. Ed infine la giovane Potamiena, che fu condotta al supplizio dal soldato Basilide, con sua madre Marcella. Eusebio si dilunga nel parlare di Potamiena, dei vari supplizi cui fu sottoposta e delle sue apparizioni post mortem; e di Basilide, convertitosi al cristianesimo, che fu decapitato qualche giorno dopo.
Altre informazioni sulla vita di Potamiena sono contenute nella Storia lausiaca di Palladio di Galazia, che contiene informazioni ignorate da Eusebio e riporta un resoconto dettagliato del suo martirio. Dal racconto di Palladio sembra che Potamiena fosse una schiava e che il suo padrone, non essendo in grado di indurla a cedere alla sua passione, l'accusò davanti al giudice come cristiana, corrompendolo, se possibile, per farla cedere con le torture e poi restituirla a lui, o, se ciò non fosse stato possibile, per metterla a morte come cristiana. Morì affogata in una caldaia di pece ardente, nella quale affondò lentamete, fra atroci sofferenze.

## Culto
Il culto dei 9 martiri di cui parla Eusebio è antichissimo ed è già menzionato nel martirologio geronimiano (V secolo) alla data del 28 giugno. Da qui passò nei martirologi altomedievali di Floro, Adone di Vienne e in quello di Usuardo, nei quali tuttavia viene escluso Basilide, per il quale venne introdotta una commemorazione separata.
Nel XVI secolo Cesare Baronio introdusse la memoria dei santi Plutarco, Sereno, Eraclide, Erone, Sereno, Eraide, Potamiena e Marcella nel martirologio romano alla stessa data del geronimiano. Oggi, il martirologio romano, riformato dopo il Concilio Vaticano II, commemora questo gruppo di martiri con le seguenti parole:
(Martirologio Romano. Riformato a norma dei decreti del Concilio ecumenico Vaticano II e promulgato da papa Giovanni Paolo II, Città del Vaticano, 2004, pp. 498-499)